# Mount Weller (Enderbyland)
Mount Weller ist ein 1080 m hoher Berg im ostantarktischen Enderbyland. Er ragt 3 km östlich des Reference Peak und westlich des Auster-Gletschers auf.
Luftaufnahmen der Australian National Antarctic Research Expeditions aus dem Jahr 1956 dienten seiner Kartierung. Das Antarctic Names Committee of Australia (ANCA) benannte ihn 1961 nach dem österreichischen Geophysiker Gunter Ernst Weller (* 1934), der 1961 auf der Mawson-Station als Meteorologe tätig war.